# Conescharellinoidea
Conescharellinoidea zijn een superfamilie van mosdiertjes (Bryozoa) uit de orde van de Cheilostomatida. De wetenschappelijke naam ervan werd in 1909 voor het eerst geldig gepubliceerd door Levinsen.

## Families
- Batoporidae Neviani, 1901
- Conescharellinidae Levinsen, 1909
- Lekythoporidae Levinsen, 1909
- Orbituliporidae Canu & Bassler, 1923